# Rob van Zoest
Rob van Zoest (Amsterdam, 19 februari 1953 − Noordeinde, 19 maart 2018) was een Nederlands kunsthistoricus.

## Biografie
Van Zoest studeerde kunstgeschiedenis en publiceerde samen met onder anderen Paul Spies in 1977  "Tot hun contentement gemaeckt". Het kunstbezit van het Hoogheemraadschap van Rijnland. Met die laatste richtte hij het kunsthistorisch bureau D'ARTS op waarmee zij al in 1988 publiceerden over William & Mary in het herdenkingsjaar. In 1989 redigeerde hij Generators of culture. The museum as a stage. In 1994 en 2005 publiceerde hij over de collectie van Frits Lugt van de Fondation Custodia. In 1996 werkte hij mee aan het gedenkboek Tweehonderd jaar Koninklijke Bibliotheek 1798 1998. Vervolgens publiceerde hij nog verscheidene werken, behalve op het gebied van de kunstgeschiedenis, ook op het gebied van Amsterdam en Ajax. Daarbij was hij vaak initiator, samensteller of leverancier van de ideeën voor een uitgave.
Van Zoest overleed in 2018 op 65-jarige leeftijd.

### Eigen werk
- [co-auteur]  "Tot hun contentement gemaeckt". Het kunstbezit van het Hoogheemraadschap van Rijnland. Amsterdam, 1977.
- [co-auteur] In het gevolg van Willem III & Mary. Huizen en tuinen uit hun tijd. Amsterdam, 1988.
  - The royal progress of William & Mary. Amsterdam, 1988.
- [co-auteur] Huis Schuylenburch. 's-Gravenhage, 1988.
- Collection Frits Lugt. Paris. [Paris], 1994.

### Medewerking
- Ode aan het Vondelpark. Amsterdam, 1997.
- Gemeentearchief Amsterdam. Amsterdam, 1998.
- Ajax 1900-2000. Bussum, 2000.
- Paul Hugo ten Hoopen. Amsterdam, 2003.
- Voor altijd jong. 50 jaar kinderboekenweek. Amsterdam, 2004.
- De Amsterdamse haven, 1275-2005. Amsterdam, 2005.
  - The Amsterdam harbour, 1275-2005. Amsterdam, 2005.
- Cadres revisités. Chefs-d'œuvre de la photographie néerlandaise présentés dans les cadres anciens de la Collection Frits Lugt. Paris, 2005.
- Paleis Soestdijk. Amsterdam, 2007.
- Paleis Soestdijk. Drie eeuwen huis van Oranje. Amsterdam/Zwolle, 2009.